# Opération Thermos

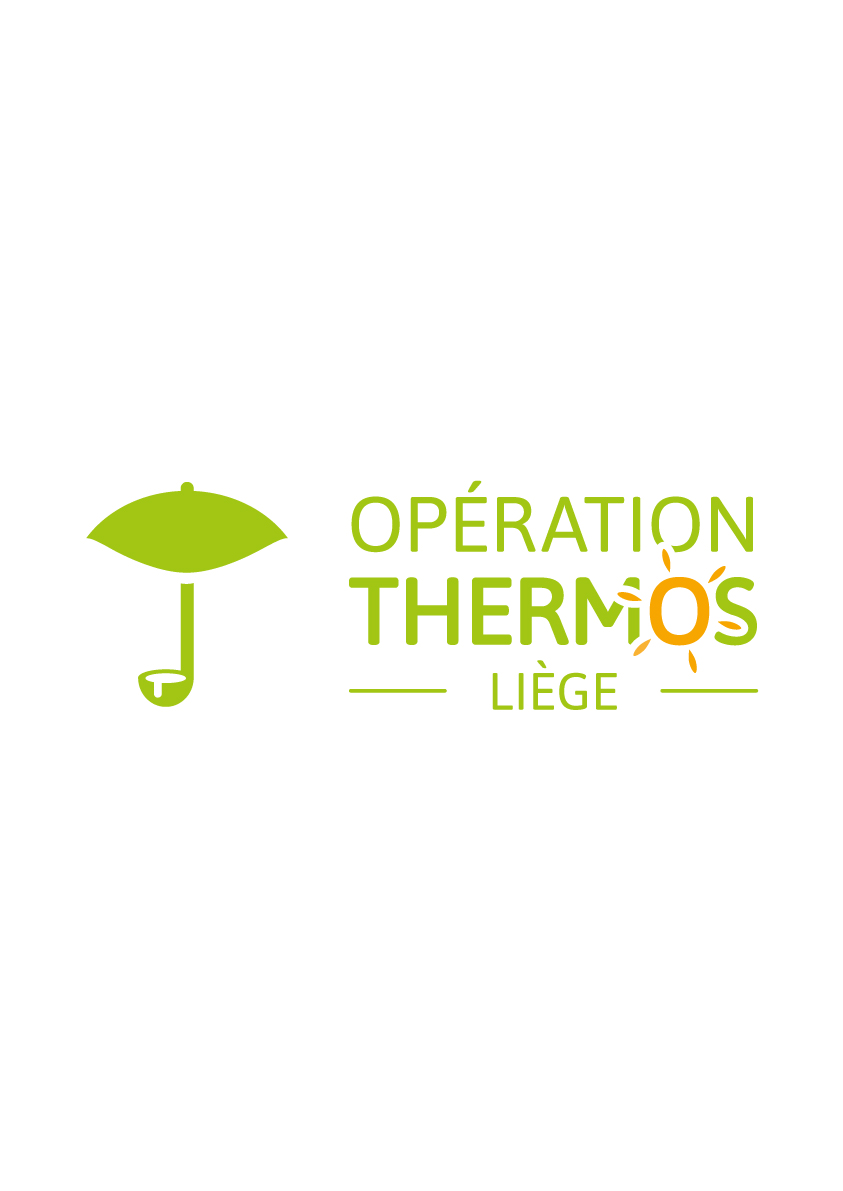

L'Opération Thermos est une association belge qui vient en aide aux plus démunis. Il existe deux antennes en Belgique.

## Historique
L'idée de Thermos est née un soir de l’hiver 1986-1987 à Bruxelles. Au départ, ce sont des scouts de Laeken qui, touchés par la présence de personnes qui dorment dans une gare, décident de leur venir en aide en leur apportant des tartines, du café, des couvertures et des vêtements. Par la suite une quinzaine d'unités de la région s’organise pour continuer l'opération.
Un an plus tard, l’idée est reprise et initiée à Liège par des scouts de Plainevaux. La démarche s’élargit et se répète au fil des hivers sous forme d'une soupe populaire mais le thermos de café restera l'emblème de l'opération. 
À partir de 1992, une quarantaine de bénévoles décide de rouvrir un ancien abri de nuit sur Liège.
En 1998, le single Le Bal des gueux d'Alec Mansion sort au profit de l'Opération Thermos. Cette chanson est interprétée par trente-huit artistes et personnalités dont Toots Thielemans, Stéphane Steeman, Marylène, Armelle, Jacques Bredael, Lou, Alec Mansion, Muriel Dacq, les frères Taloche, Morgane, Nathalie Pâque, Frédéric Etherlinck, Richard Ruben, Christian Vidal, Marc Herman, Jeff Bodart, Jean-Luc Fonck, Benny B et Daddy K.

## Opération Thermos Bruxelles
Commencée à la Gare Centrale, la distribution a lieu depuis novembre 2014 dans la station de métro Botanique. Aujourd’hui, ce sont 30 équipes qui se succèdent pour offrir un repas aux sans-abri dès le 1er novembre et jusqu’au 30 avril.
Une vidéo sur Youtube présente un exemple de distribution .
Chaque équipe fonctionne avec ses propres moyens. L’Opération Thermos de Bruxelles n’est pas subsidiée et ne peut donc compter que sur les dons des particuliers et entreprises qui adhèrent à sa philosophie.
La STIB est partenaire : elle apporte des bénévoles, et organise un minimum de 10 soirées chaque saison. D'autres grandes entreprises et organisations contribuent également : BESIX
Franki Foundations, Centre scolaire de Berlaymont, COFINIMMO, etc.

## Opération Thermos Liège
Le 23 janvier 1993, l'Opération Thermos Liège voit officiellement le jour sous la forme d'une a.s.b.l. dont les statuts sont publiés au Moniteur Belge.
Contrairement à sa petite sœur bruxelloise, elle est partiellement subsidiée et ne se limite pas à la distribution de repas mais comprend également un abri de nuit. 